# Hainania serrata
Hainania serrata är en fiskart som beskrevs av Koller 1927. Hainania serrata ingår i släktet Hainania och familjen karpfiskar. IUCN kategoriserar arten globalt som otillräckligt studerad. Inga underarter finns listade i Catalogue of Life.